# Anthrax picea
Anthrax picea är en tvåvingeart som beskrevs av Marston 1963. Anthrax picea ingår i släktet Anthrax och familjen svävflugor. Inga underarter finns listade i Catalogue of Life.